# Винкельбах
Винкельбах (нем. Winkelbach) — община в Германии, в земле Рейнланд-Пфальц.
Входит в состав района Вестервальд. Подчиняется управлению Хахенбург. Население составляет 244 человека (на 31 декабря 2010 года). Занимает площадь 1,34 км².